# 君だけが憶えている映画
『君だけが憶えている映画』（きみだけがおぼえているえいが）は、筋肉少女帯の21枚目のアルバム。2021年11月3日に徳間ジャパンコミュニケーションズから発売された。

## 概要
ジャケットの写真は大槻ケンヂが撮り下ろしている。
筋少トレーディングカード全10種のうち1枚が封入。

## 収録曲

### CD
1. 楽しいことしかない
  - 作詞：大槻ケンヂ / 作曲：本城聡章
2. 無意識下で逢いましょう
  - 作詞：大槻ケンヂ / 作曲：橘高文彦
3. 坊やの七人
  - 作詞：大槻ケンヂ / 作曲：内田雄一郎
4. 世界ちゃん
  - 作詞：大槻ケンヂ / 作曲：内田雄一郎
5. COVID-19
  - 作詞：大槻ケンヂ / 作曲：内田雄一郎
6. 大江戸鉄炮100人隊隠密戦記
  - 作詞：大槻ケンヂ / 作曲：橘高文彦
7. そこいじられたら～はぁ！？
  - 作詞：大槻ケンヂ / 作曲：本城聡章
8. ロシアのサーカス団イカサママジシャン
  - 作曲：本城聡章
  - インストゥルメンタル曲。
9. ボーダーライン
  - 作詞：大槻ケンヂ / 作曲：橘高文彦
10. OUTSIDERS
  - 作詞：大槻“モヨコ”ケンヂ / 作曲：石塚“BERA”伯広
  - 電車のセルフカバー。
11. お手柄サンシャイン
  - 作詞：大槻ケンヂ / 作曲：本城聡章

### DVD（初回限定盤のみ）
EX THEATER ROPPONGIで2020年10月18日に行われた『2020筋少1stライブ』と2020年11月19日に行われた『2020筋少Finalライブ』の「ディレクターズ・カット版」を収録。
1. 孤島の鬼
2. 暴いておやりよドルバッキー
3. 日本印度化計画
4. イワンのばか
5. カーネーション・リインカネーション
6. ディオネア・フューチャー
7. サンフランシスコ
8. くるくる少女
9. 僕の宗教へようこそ〜Welcome to my religion〜
10. 踊るダメ人間
11. 香菜、頭をよくしてあげよう
12. これでいいのだ
13. ツアーファイナル
14. 釈迦